# Outlandos d'Amour

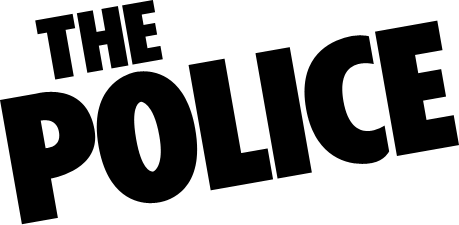
Logotip.

Outlandos d'Amour és l'àlbum debut del grup britànic The Police, llançat el 1978, i és un dels treballs més representatius del grup.

## Enregistrament i contingut
Van enregistrar l'àlbum amb "cintes ja usades" en consola de 16 canals, als estudis Surrey Sound Studios. La major part de les cançons que apareixen en aquest àlbum havien estat assajades i presentades en viu anteriorment; per això, diverses cançons es van enregistrar en una sola vegada.
L'àlbum es va convertir en tot un èxit de vendes, per ser un disc que mescla estils variats com reggae, rock i punk, l'essència de The Police.
Aquest àlbum conté una de les cançons més aclamades de la banda, «Roxanne», cançó inspirada en una prostituta que Sting hauria vist passant per França, a més d'altres grans èxits com «So Lonely» o «Truth Hits Everybody».

## Cançons
- Totes les cançons estan escrites i compostes per Sting, tret de les indicades.

1. «Next To You» – 2:50
2. «So Lonely» – 4:49
3. «Roxanne» – 3:12
4. «Hole In My Life» – 4:52
5. «Peanuts» (Sting, Stewart Copeland) – 3:58
6. «Can't Stand Losing You» – 2:58
7. «Truth Hits Everybody» – 2:53
8. «Born In The 50's» – 3:40
9. «Be My Girl - Sally» (Sting, Andy Summers) – 3:22
10. «Masoko Tanga» – 5:40